# Frankie Fredericks
Frank Fredericks (Windhoek, 2 de octubre de 1967) es un ex atleta namibio, el primer medallista olímpico de su país.
Nacido en Windhoek, se le otorgó una beca en la Universidad Brigham Young en los Estados Unidos en 1987. En 1991, después de que su país se independizara de Sudáfrica, Fredericks pudo participar en competiciones internacionales. En los Campeonatos Mundiales de ese año, Fredericks obtuvo una medalla de plata en los 200 m, finalizando por detrás de Michael Johnson, y quedando quinto en los 100 m.
El año siguiente, en los Juegos Olímpicos de Barcelona 1992, Fredericks se convirtió en el primer medallista olímpico namibio cuando finalizó segundo en los 100 m y los 200 m. En 1993, en Stuttgart, se convirtió en el primer Campeón Mundial del país, ganando los 200 m.
En los Juegos de la Mancomunidad de 1994, obtuvo el oro en los 200 m y el bronce en los 100 m.
Para los Juegos Olímpicos de Atlanta 1996, Fredericks estaba entre los favoritos al título de los 100 m y 200 m. Llegó a las finales de ambas modalidades, y de nuevo finalizó segundo en ambas. En los 100 m, fue superado por Donovan Bailey, que estableció un nuevo Récord Mundial, y en los 200 m fue superado por Michael Johnson, que también estableció un nuevo Récord Mundial.
En los Juegos de la Mancomunidad de 1998 en Kuala Lumpur, Malasia, Frankie de nuevo no obtuvo el oro en los 100 m; fue superado por Ato Boldon de Trinidad y Tobago.
Sufriendo lesiones, Fredericks tuvo que retirarse de los Campeonatos Mundiales de 1999 y 2001 y los Juegos Olímpicos de Sídney 2000. En los final de 200 m en los Juegos Olímpicos de Atenas 2004 finalizó cuarto.
A finales de la temporada de 2004, Fredericks renunció a su carrera activa.
Ha corrido los 100 m por debajo de los 10 segundos 27 veces, número tres en la lista de todos los tiempos por detrás del trinitense Ato Boldon (28) y el estadounidense Maurice Greene (52). 

## Mejores marcas personales

### Al aire libre
| Distancia  | Tiempo (segundos) | Viento    | Sitio                    | Fecha               |
| ---------- | ----------------- | --------- | ------------------------ | ------------------- |
| 100 metros | 9.86              | - 0.4 m/s | Lausana (Suiza)          | 3 de julio de 1996  |
| 200 metros | 19.68             | + 0.4 m/s | Atlanta (Estados Unidos) | 1 de agosto de 1996 |
| 400 metros | 46.28             | ?         | ?                        | 1 de enero de 1989  |

### Bajo techo
| Evento            | Mejor tiempo | Sitio                             | Fecha                 |
| ----------------- | ------------ | --------------------------------- | --------------------- |
| 50 metros         | 5.77 s       | Liévin (Francia)                  | 24 de febrero de 2002 |
| 60 metros         | 6.51 s       | Toronto (Canadá)                  | 12 de marzo de 1993   |
| 100 metros        | 10.05 s      | Tampere (Finlandia)               | 12 de febrero de 1996 |
| 200 metros        | 19.92 s      | Liévin (Francia)                  | 18 de febrero de 1996 |
| 300 metros        | 32.36 s      | Karlsruhe (Alemania)              | 28 de febrero de 2003 |
| Salto de longitud | 7.57 m       | Colorado Springs (Estados Unidos) | 22 de febrero de 1991 |

## También
- Lista de campeones de África del atletismo